# Гриммонпре, Лоран
Лора́н Гриммонпре (фр. Laurent Grimmonprez; 14 декабря 1902 года, Гент — 22 мая 1984 года, неизвестно) — бельгийский футболист, нападающий, участник чемпионата мира 1934 года.

## Клубная карьера
Гриммонпре — воспитанник футбольного клуба Расинг Гент. В 1920 году дебютировал в составе основной команды. В 1925 и 1929 годах занимал пятое место в списке лучших бомбардиров чемпионата Бельгии, в 1926 году стал лучшим бомбардиром чемпионата по итогам сезона. После вылета «Расинга» в третий дивизион и возвращения во второй, стал лучшим бомбардиром последнего. Выступал в клубе до 1943 года.

## Карьера в сборной
В 1924 и 1934 годах провёл 10 матчей за сборную. 23 марта 1924 года дебютировал за сборную в матче против Нидерландов. Был также в заявке на чемпионат мира 1934 года во Италии, на турнире сыграл в матче против Германии.
| Матчи и голы Лорана Гриммонпре за сборную Бельгии | Матчи и голы Лорана Гриммонпре за сборную Бельгии | Матчи и голы Лорана Гриммонпре за сборную Бельгии | Матчи и голы Лорана Гриммонпре за сборную Бельгии | Матчи и голы Лорана Гриммонпре за сборную Бельгии | Матчи и голы Лорана Гриммонпре за сборную Бельгии | Матчи и голы Лорана Гриммонпре за сборную Бельгии |
| ------------------------------------------------- | ------------------------------------------------- | ------------------------------------------------- | ------------------------------------------------- | ------------------------------------------------- | ------------------------------------------------- | ------------------------------------------------- |
| №                                                 | Дата                                              | Место проведения                                  | Соперник                                          | Счёт                                              | Голы                                              | Турнир                                            |
| 1                                                 | 23 марта 1924                                     | Амстердам, Нидерланды                             | Нидерланды                                        | 1:1                                               | —                                                 | Товарищеский матч                                 |
| 2                                                 | 27 апреля 1924                                    | Антверпен, Бельгия                                | Нидерланды                                        | 1:1                                               | —                                                 | Товарищеский матч                                 |
| 3                                                 | 8 декабря 1924                                    | Уэст-Бромидж, Англия                              | Англия                                            | 4:0                                               | —                                                 | Товарищеский матч                                 |
| 4                                                 | 3 мая 1925                                        | Амстердам, Нидерланды                             | Нидерланды                                        | 5:0                                               | —                                                 | Товарищеский матч                                 |
| 5                                                 | 21 мая 1925                                       | Будапешт, Венгрия                                 | Венгрия                                           | 1:3                                               | —                                                 | Товарищеский матч                                 |
| 6                                                 | 24 мая 1925                                       | Лозанна, Швейцария                                | Швейцария                                         | 0:0                                               | —                                                 | Товарищеский матч                                 |
| 7                                                 | 14 февраля 1926                                   | Брюссель, Бельгия                                 | Венгрия                                           | 0:2                                               | —                                                 | Товарищеский матч                                 |
| 8                                                 | 17 апреля 1932                                    | Амстердам, Нидерланды                             | Нидерланды                                        | 2:1                                               | —                                                 | Товарищеский матч                                 |
| 9                                                 | 29 апреля 1934                                    | Антверпен, Бельгия                                | Нидерланды                                        | 2:4                                               | 51′                                               | отбор на ЧМ—1938                                  |
| 10                                                | 27 мая 1934                                       | Флоренция, Италия                                 | Германия                                          | 5:2                                               | —                                                 | Чемпионат мира по футболу 1934                    |

Итого: 10 матчей / 1 гол; 1 победа, 3 ничьи, 6 поражений.

## Комментарии
1. ↑  По другим данным 22 мая 1994 года